# Architettura anglosassone

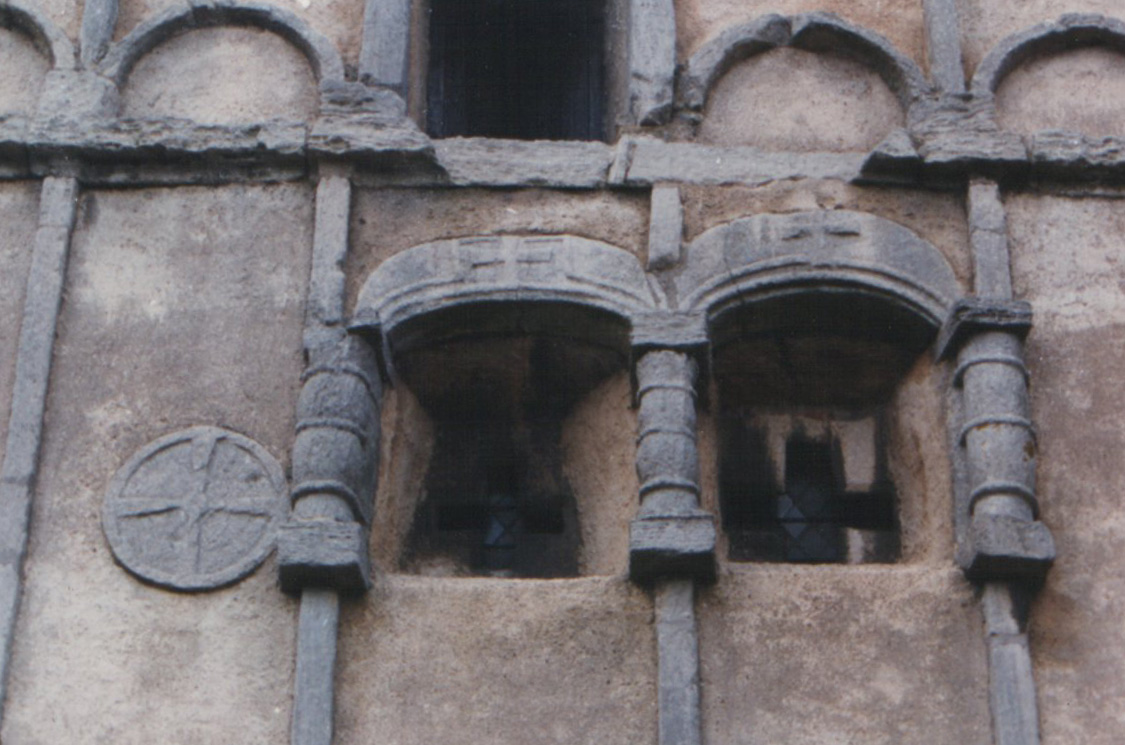
Sculture anglosassoni in pietra presso la Chiesa di Tutti i Santi a Earls Barton nel Northamptonshire

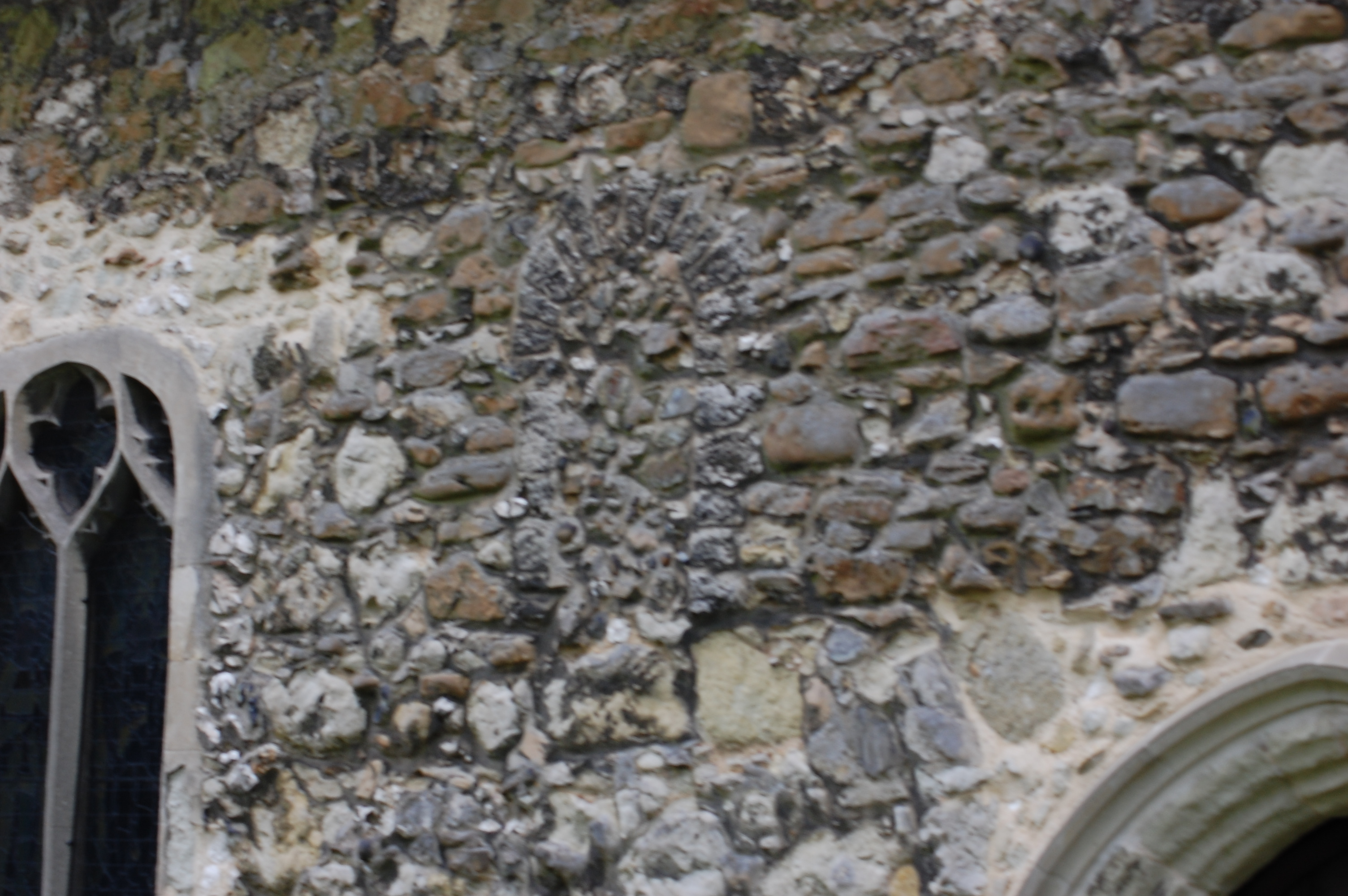
Finestra ad arco tondo anglosassone presso la chiesa di San Michele a Fobbing, Essex

L'architettura anglosassone venne praticata in un periodo della storia dell'architettura in Inghilterra e in alcune parti del Galles, dalla metà del V secolo fino alla conquista normanna dell'Inghilterra nel 1066. Gli edifici civili anglosassoni in Gran Bretagna erano generalmente semplici, costruiti principalmente utilizzando legno e con tetto di paglia. Nessun esempio universalmente accettato è sopravvissuto fino ai giorni nostri.
Esistono molti resti dell'architettura anglosassone nelle chiese. Almeno cinquanta sono di origine anglosassone con importanti caratteristiche architettoniche, con molte altre che affermano di esserlo, sebbene in alcuni casi la parte anglosassone sia nodesta e molto alterata. Spesso è impossibile distinguere in modo affidabile tra opere dell'XI secolo, precedenti e successive alla conquista, negli edifici in cui la maggior parte della costruzione è stata aggiunta successivamente. La chiesa a torre rotonda e la chiesa a torre-navata sono tipi distintivi anglosassoni. Tutte le chiese sopravvissute, ad eccezione della chiesa in legno di Greensted, sono costruite in pietra o mattoni e in alcuni casi mostrano prove di opere romane riutilizzate.
Il carattere architettonico degli edifici ecclesiastici anglosassoni varia dall'architettura di influenza celtica del primo periodo. La basilica paleocristiana influenzò l'architettura nel tardo periodo anglosassone, con un'architettura caratterizzata da lesene, arcate cieche, fusti di balaustre e aperture a testa triangolare. Negli ultimi decenni del regno anglosassone fu introdotto dal continente lo stile romanico più generale, come nelle aggiunte ora edificate all'Abbazia di Westminster realizzate dal 1050 in poi, già influenzate dallo stile normanno. Negli ultimi decenni gli storici dell'architettura sono diventati meno sicuri che tutte le caratteristiche "romaniche" minori non documentate siano successive alla conquista normanna. Sebbene un tempo fosse comune, per diversi decenni non è stato corretto usare il semplice termine "sassone" per qualsiasi cosa anglosassone che sia successiva al periodo iniziale di insediamento in Gran Bretagna.
I primi edifici anglosassoni in Gran Bretagna erano generalmente semplici, costruiti principalmente utilizzando legno con paglia per il tetto. Generalmente preferendo non stabilirsi all'interno delle antiche città romane, gli anglosassoni costruirono piccole città vicino ai loro centri di agricoltura, ai guadi dei fiumi o situate nei porti. In ogni città c'era al centro una sala principale, dotata di un focolare centrale.

## Case e altri edifici civili

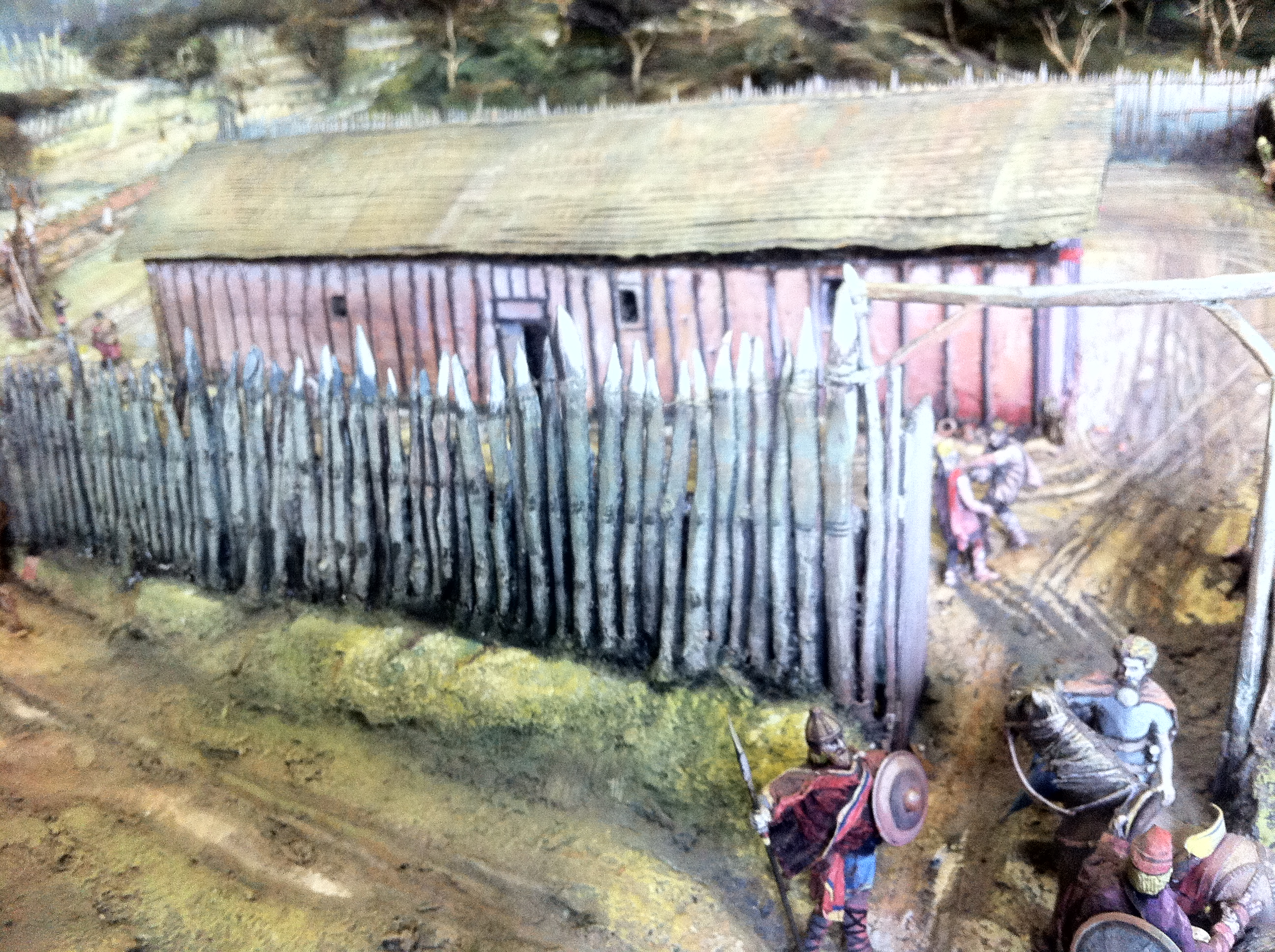
Ricostruzione del palazzo reale anglosassone a Cheddar, intorno al 1000

Gli edifici civili anglosassoni erano normalmente strutture rettangolari, costruiti con pali di legno conficcati nel terreno per formare la struttura delle pareti sulle quali venivano costruiti i tetti di paglia. Solo dieci delle centinaia di siti di insediamenti che sono stati scavati in Inghilterra, relativi a questo periodo, hanno rivelato strutture domestiche in muratura e confinate a pochi contesti abbastanza specifici. La solita spiegazione per la tendenza degli anglosassoni a costruire con il legno è l'inferiorità tecnologica o l'incompetenza. Tuttavia è ormai accettato che tecnologia e materiali facessero parte di scelte consapevoli inscindibili dal loro significato sociale. Le Goff, suggerisce che il periodo anglosassone fosse definito dal suo uso del legno, fornendo prove della cura e dell'artigianato che gli anglosassoni avevano investito nella loro cultura del materiale legno, dalle tazze alle sale, e la preoccupazione per gli alberi e il legname nei toponimi, nella letteratura e nella religione anglosassone.
Le forme costruttive anglosassoni erano parte integrante di questa tradizione costruttiva generale. Il legno era "il mezzo di costruzione naturale dell'epoca": la stessa parola anglosassone per "costruzione" è "timbe". A differenza del mondo carolingio, le sale reali tardo anglosassoni continuarono ad essere in legno alla maniera di Yeavering secoli prima, anche se il re avrebbe potuto chiaramente raccogliere le risorse per costruire in pietra. La loro preferenza deve essere stata una scelta consapevole, forse un'espressione di "identità germanica profondamente radicata" da parte della regalità anglosassone.
Sebbene sopravvivano pochissime prove contemporanee, i metodi di costruzione, inclusi esempi di edifici successivi, possono essere confrontati con i metodi del continente. I principali edifici rurali erano a pavimento interrato ("Grubenhäuser"). Un esempio scavato è a Mucking nell'Essex. Oltre alle capanne interrate, gli edifici spontanei del periodo di migrazione trovati a Mucking includevano sale più sostanziali lunghe fino a 15 metri e larghe 7,6 metri con ingressi al centro di entrambi i lati maggiori.
Anche l'élite aveva edifici semplici, con un fuoco centrale e un buco nel tetto per far uscire il fumo, il più grande dei quali raramente aveva più di un piano e una stanza. Gli edifici variavano ampiamente nelle dimensioni, la maggior parte erano quadrati o rettangolari, anche se sono state trovate alcune case rotonde. Frequentemente questi edifici avevano pavimenti interrati; una fossa poco profonda su cui era sospeso un pavimento di assi. La fossa potrebbe essere stata utilizzata per lo stoccaggio, ma più probabilmente era piena di paglia per l'isolamento invernale. Una variazione sul design del pavimento interrato si trova nelle città, dove il "seminterrato" poteva essere profondo fino a 2,7 metri, suggerendo un'area di stoccaggio o di lavoro sotto un pavimento sospeso. Un altro design comune era la semplice intelaiatura, con pali pesanti fissati direttamente nel terreno, a sostegno del tetto. Lo spazio tra i pali veniva riempito con canniccio e fango, o occasionalmente con assi. I pavimenti erano generalmente in terra battuta, anche se a volte venivano utilizzate tavole. I materiali di copertura variavano, con la paglia come la più comune, sebbene venissero utilizzati anche tappeti erbosi e persino scandole di legno.
L'esempio archeologico più sorprendente di palazzo reale si trova a Yeavering (Northumbria). Scavato da Hope-Taylor, il rapporto del 1977 sul sito illustra un complesso di sale in legno, allineate assialmente. Tuttavia, Blair ha chiarito che, dal 600 al 900 circa, gli insediamenti d'élite sono archeologicamente invisibili. Dalla metà del X secolo in poi, una forma architettonica unica emerge in siti di alto rango: il "Long Range". Costituiti da una sala e da camere combinate, si ritiene che questi rappresentassero un insieme deliberato di simboli performativi di potere e status messi in gioco dalla nuova potente classe "thegnly".
Durante il IX e il X secolo furno costruite fortificazioni (burh) intorno alle città per difendersi dagli attacchi dei Vichinghi. Quasi nessuna opera civile rimane fuori terra, sebbene la Torre Angliana di York sia stata datata controversamente al VII secolo. Prove recenti aprono la possibilità che la St George's Tower, a Oxford, possa essere una parte sopravvissuta delle difese che circondavano il borgo anglosassone di Oxford. C'è una ricostruzione di un insediamento anglosassone a West Stow nel Suffolk, e illustrazioni contemporanee di edifici civili e religiosi si trovano talvolta in manoscritti miniati.

## Architettura delle chiese: contesto storico
La caduta della Britannia romana all'inizio del V secolo, secondo Beda il Venerabile, permise un afflusso di invasori dalla Germania settentrionale, inclusi gli Angli e i Sassoni.

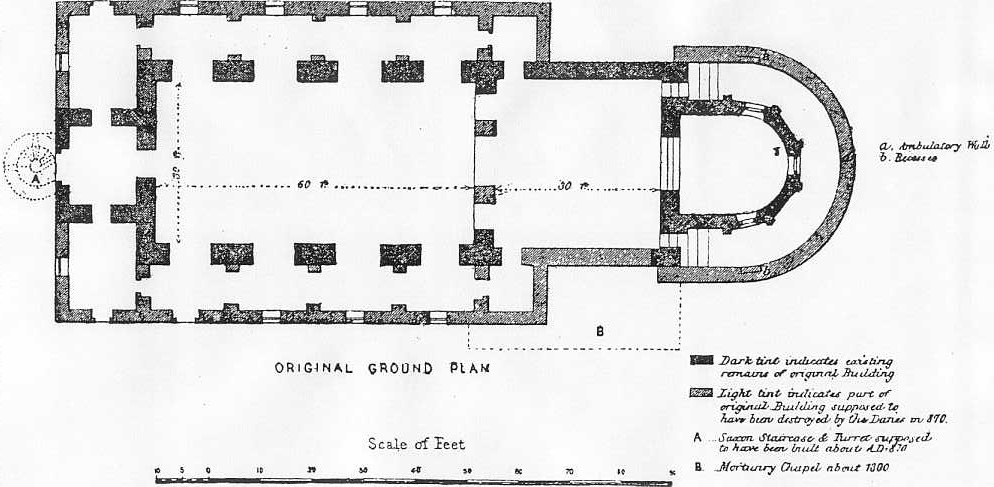
Pianta basilicale ricostruita della Chiesa di Tutti i Santi, a Brixworth nel Northamptonshire

Gli Angli e i Sassoni avevano la loro religione, ma il cristianesimo stava arrivando. San Patrizio, un romano-britannico, convertì l'Irlanda al cristianesimo, da dove fu poi convertita gran parte della Scozia occidentale e gran parte della Northumbria. Vennero inoltre stabiliti collegamenti tra le comunità cristiane in Irlanda e quelle in Galles e nel paese occidentale in siti come l'Oratorio di St Piran, che rappresenta una delle prime architetture cristiane esistenti sulla terraferma britannica. L'architettura però fu inizialmente influenzata dal monachesimo copto.
Esempi di questo sono presenti sotto forma di strutture a mensola rettangolari in pietra a secco come nell'Oratorio di Gallarus, a Dingle e Illauntannig in Irlanda. Il cristianesimo e l'influenza irlandese arrivarono in Inghilterra attraverso i missionari. Nel 635, un centro del cristianesimo celtico fu fondato a Lindisfarne, in Northumbria, dove Aidano di Lindisfarne fondò un monastero.
Nel 597, la missione di Agostino di Canterbury giunse da Roma in Inghilterra per convertire gli anglosassoni meridionali e fondò la prima cattedrale e un monastero benedettino a Canterbury. Queste chiese erano costituite da una navata con camere laterali.
Nel 664 si tenne il Sinodo di Whitby, nello Yorkshire, e le differenze tra le pratiche celtiche e romane in tutta l'Inghilterra furono riconciliate, principalmente a favore cella Chiesa cattolica, con chiese più grandi sviluppate sotto forma di basilica, per esempio a All Saints' Church a Brixworth.
Le popolazioni romano-britanniche del Galles, del paese occidentale e della Cumbria sperimentarono un certo grado di autonomia dall'influenza anglosassone, rappresentata da tradizioni linguistiche, liturgiche e architettoniche distinte, che avevano molto in comune con le culture irlandese e bretone in tutto il Mar Celtico e alleandosi con gli invasori vichinghi. Questo è stato tuttavia gradualmente eliminato da secoli di dominio inglese. Edifici caratteristicamente circolari rispetto a quelli rettangolari, spesso in pietra e legno, insieme a croci celtiche scolpite, pozzi sacri e la rioccupazione di siti dell'età del ferro e romani da fortezze di collina come il castello di Cadbury, fortezze del promontorio come Tintagel e insediamenti chiusi chiamati forti ad anello, hanno caratterizzato il periodo sub-romano occidentale fino all'VIII secolo nell'Inghilterra sudoccidentale e continuarono molto più tardi nel Galles indipendente nelle città post-romane come Caerleon e Carmarthen.

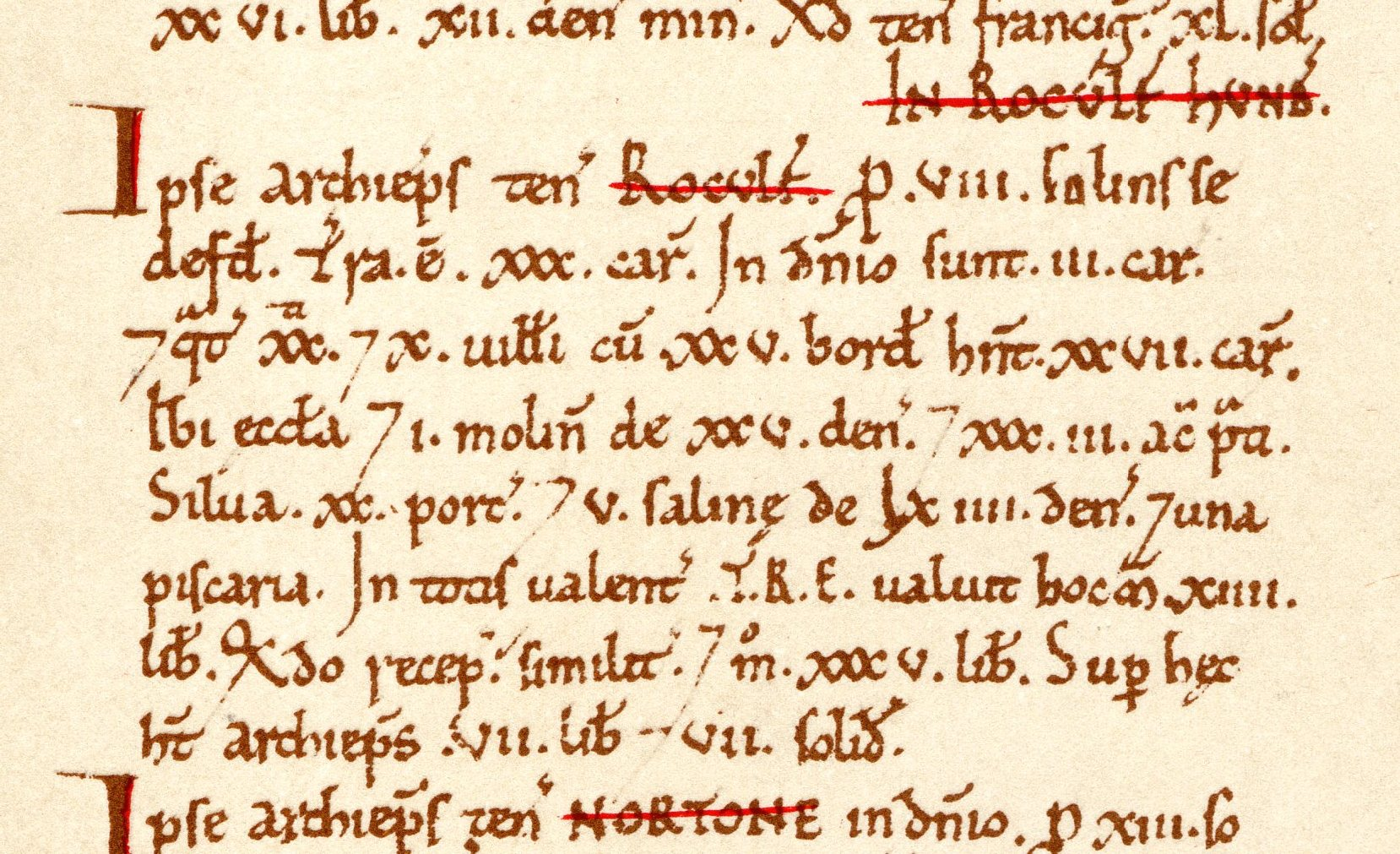
Apertura a triplo arco che separava la navata e l'abside nella chiesa di Santa Maria del VII secolo, Reculver, Kent (ora in gran parte distrutta)

La successiva invasione danese (vichinga) segnò un periodo di distruzione di molti edifici nell'Inghilterra anglosassone, inclusa, nel 793, l'incursione su Lindisfarne. Gli edifici, comprese le cattedrali, furono ricostruiti e la minaccia di conflitti ebbe un'influenza inevitabile sull'architettura dell'epoca. Durante e dopo il regno di Alfredo il Grande (871-899), le città anglosassoni (burh) furono fortificate. Come risultato di ciò, si possono ancora vedere oggi strutture e fossati difensivi dell'epoca. Oxford è un esempio di una di queste città fortificate, dove la torre in pietra dell'XI secolo della chiesa di San Michele occupa una posizione di rilievo accanto all'ex sito della porta nord. A questo tardo periodo dell'architettura anglosassone può essere attribuita la costruzione dei campanili, in sostituzione del nartece basilicale o del portico occidentale.

## VII secolo
Contrariamente agli edifici civili, la pietra fu usata fin dall'inizio per costruire le chiese, anche se un singolo esemplare in legno è sopravvissuto a Greensted, che ora si pensa sia della fine del periodo. Beda chiarisce, sia nella sua Storia ecclesiastica che nel suo Historiam Abbatum, che la costruzione in muratura delle chiese, inclusa quella a Jarrow, fu intrapresa morem Romanorum, "alla maniera dei romani", in esplicito contrasto con le tradizioni esistenti di costruzione in legno. Anche a Canterbury, Beda credeva che la prima cattedrale di Sant'Agostino fosse stata "riparata" o "recuperata" ("recuperavit") da una chiesa romana esistente, quando in realtà era stata costruita da poco con materiali romani. La convinzione era che "la Chiesa cristiana era romana quindi una chiesa in muratura era un edificio romano".
La prima architettura anglosassone sopravvissuta risale al VII secolo, iniziando essenzialmente con Agostino di Canterbury nel Kent dal 597. Per questo probabilmente importò operai dalla Gallia franca. La cattedrale e l'abbazia di Canterbury, insieme alle chiese nel Kent a Minster a Sheppey (c.664) e a Reculver (669), e nell'Essex presso la Cappella di St Peter-on-the-Wall a Bradwell-on-Sea (dove sopravvive solo la navata), definiscono il tipo più antico nel sud-est dell'Inghilterra. Una semplice navata senza collaterale faceva da cornice all'altare maggiore; a est di questa un arco del coro, forse un'apertura a tre archi come a Reculver, separava l'abside ad uso del clero. Tuttavia, non è sopravvissuta una chiesa completa del VII secolo con abside. A fianco dell'abside e all'estremità orientale della navata c'erano camere laterali che fungevano da sagrestie; un ulteriore portico poteva continuare lungo la navata per fornire sepolture e per altri scopi. La eccezione a questo è l'Old Minster a Winchester.
Le chiese all'epoca differivano tra il nord dell'Inghilterra, dove erano strette con cori con l'estremità quadrata, piuttosto che le absidi del sud. In Northumbria il primo sviluppo del cristianesimo fu influenzato dalla missione irlandese con importanti chiese costruite in legno. Le chiese in muratura divennero comuni dalla fine del VII secolo con le fondazioni di Vilfrido di York a Ripon e Hexham e di Benedetto Biscop a Monkwearmouth-Jarrow. Questi edifici avevano lunghe navate e piccoli cori rettangolari. Un "porticus" talvolta circondava le navate. Cripte elaborate sono una caratteristica degli edifici di Wilfrid. La chiesa primitiva della Northumbria meglio conservata è la chiesa di Escomb.
- Chiesa di Tutti i Santi, Brixworth, Northamptonshire
- Chiesa di San Martino a Canterbury (navata del VII secolo con parti di possibile origine precedente)
- Old Minster a Winchester (648) (rimangono solo le fondamenta, ma sono delimitate)
- St Peter-on-the-Wall, Bradwell-on-Sea, Essex ( c. 654, sul sito di un forte romano, con materiali riutilizzati[18])
- Cripta della Cattedrale di Ripon (c. 670)
- Cripta dell'abbazia di Hexham (674)
- Priorato di Monkwearmouth-Jarrow, Northumberland (c. 675)
- Chiesa di Escomb, contea di Durham (c. 680)

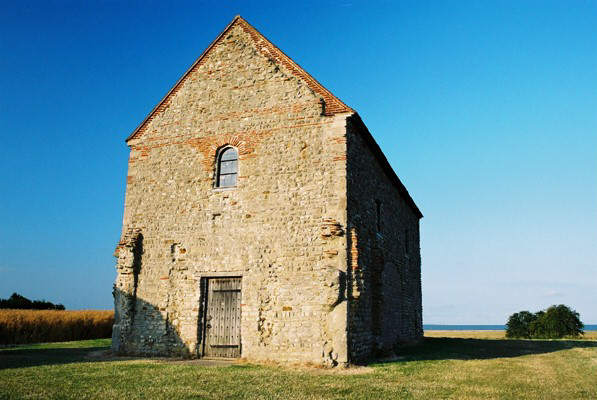
Si Peter on the Wall, Bradwell-on-Sea, Essex
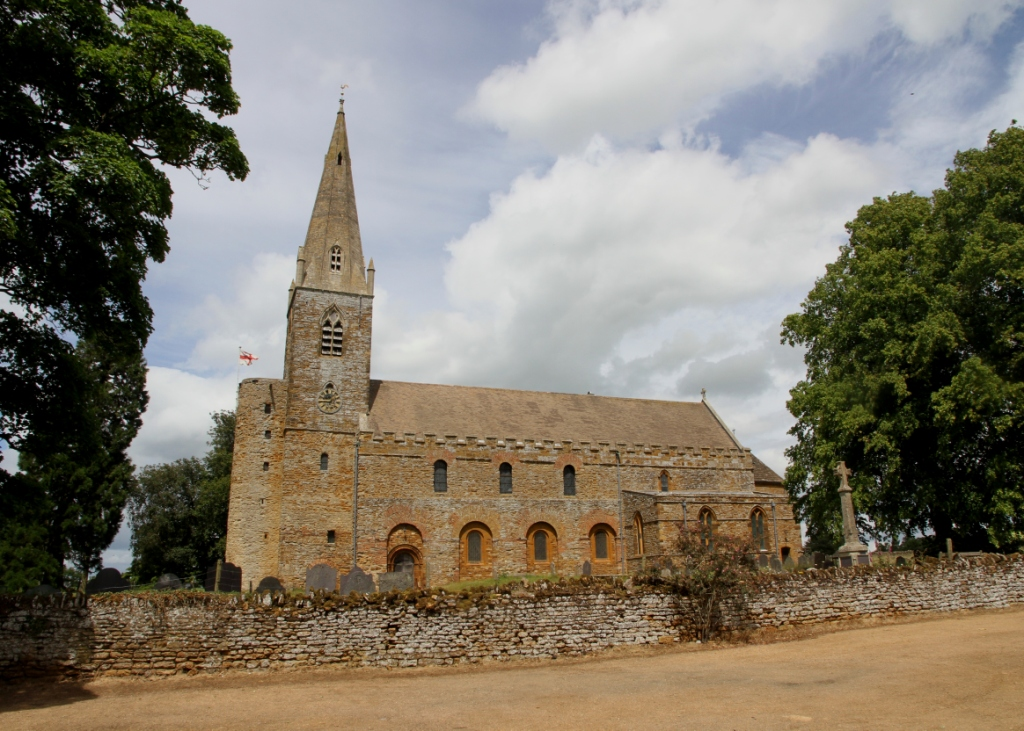
Chiesa di Tutti i Santi, Brixworth, Northamptonshire
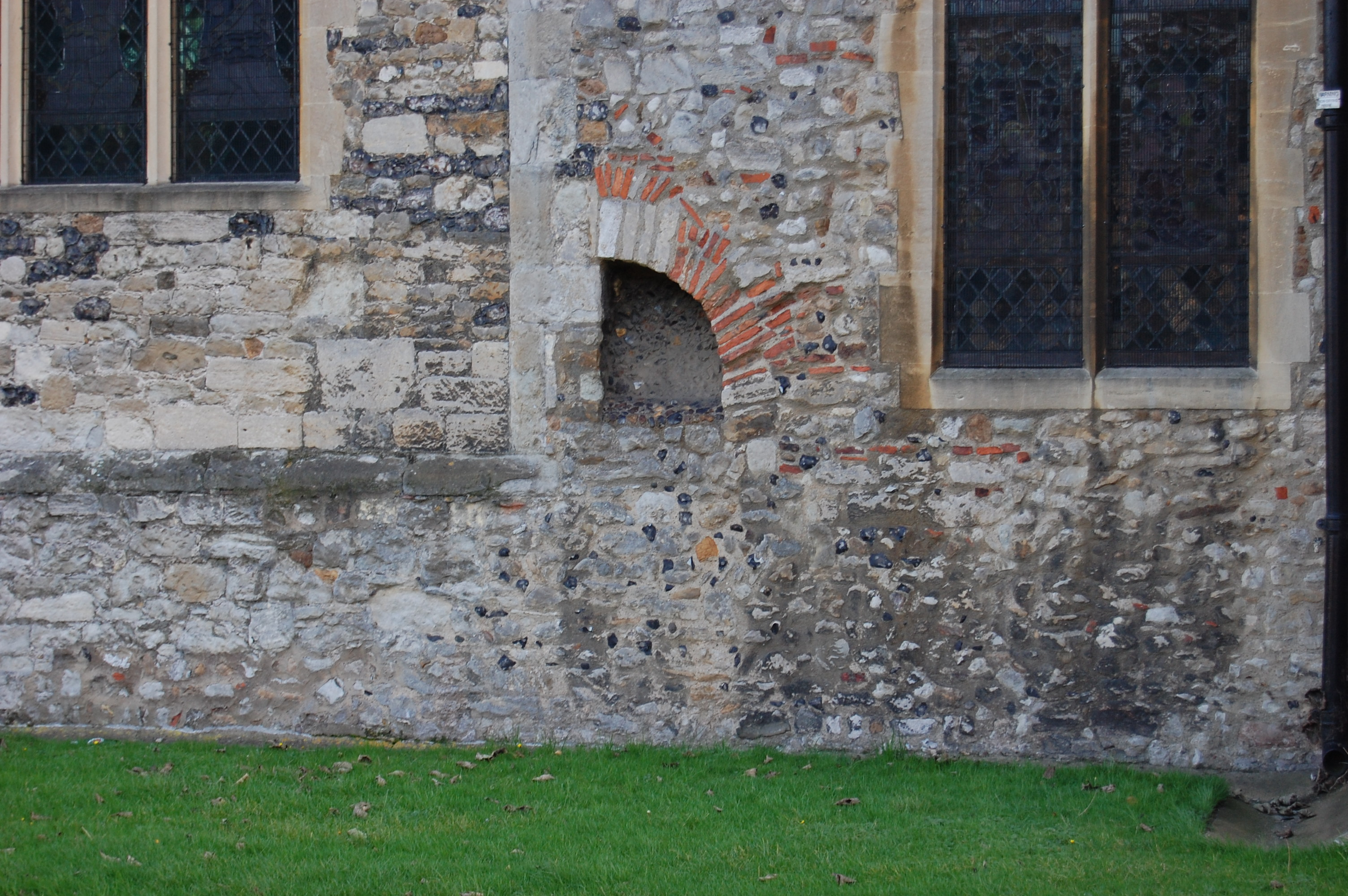
Arco del VII secolo nella chiesa parrocchiale di Prittlewell a Southend-on-Sea, Essex
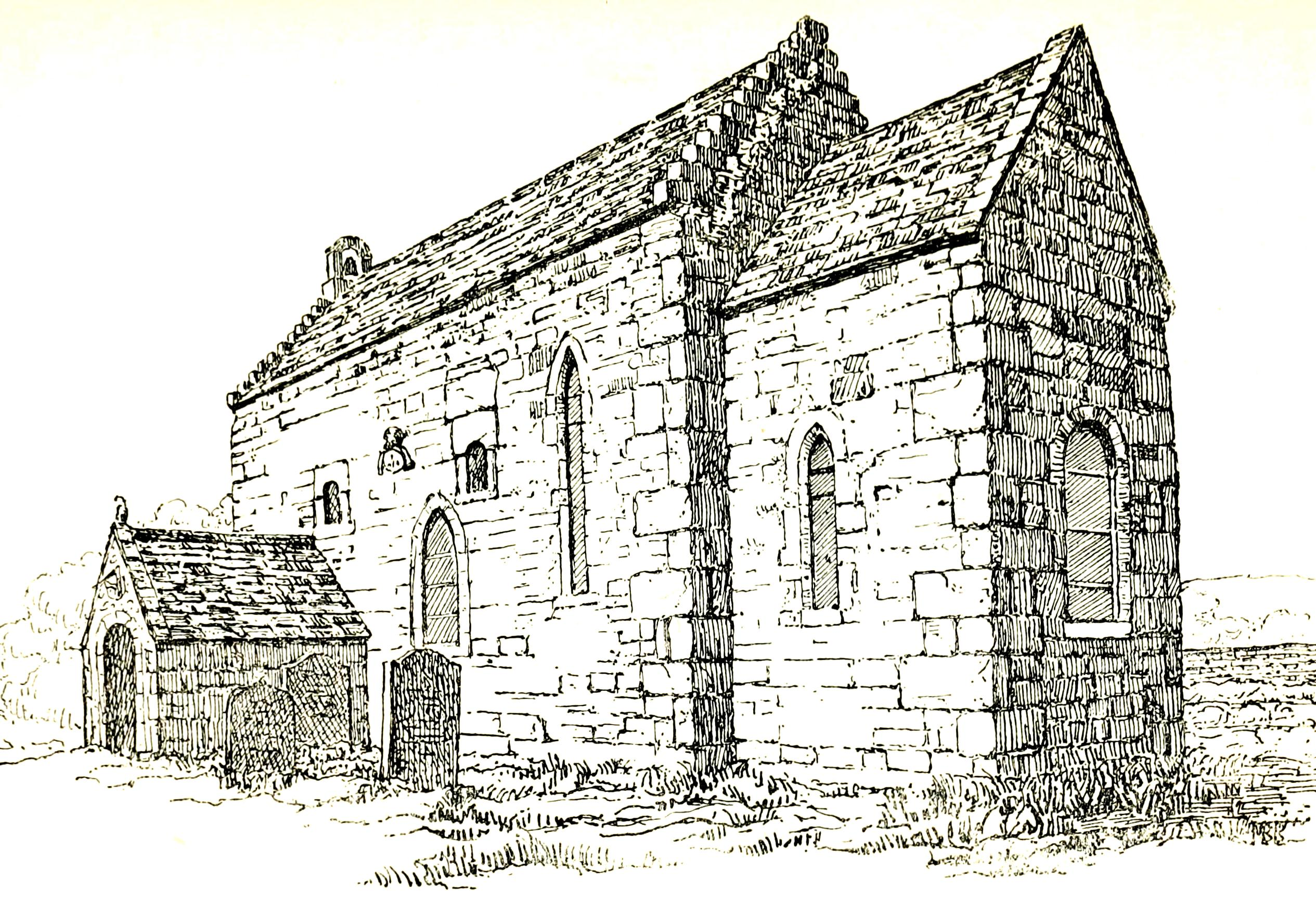
Un'illustrazione dell'inizio del XX secolo della chiesa di Escomb nella contea di Durham

## VIII, IX e X secolo
Poco è attribuibile all'VIII e al IX secolo, a causa delle regolari incursioni vichinghe. Gli sviluppi nel design e nella decorazione potrebbero essere stati influenzati dal rinascimento carolingio del continente, dove c'era un tentativo consapevole di creare un revival romano in architettura.
- St Wystan's Church, Repton, Derbyshire (cripta 750 ca., pareti del coro del IX secolo)
- Chiesa del Priorato di St Mary, Deerhurst, Gloucestershire (c. 930)
- Chiesa di Tutti i Santi, Earls Barton, Northamptonshire
- Chiesa di Sant'Elena, Skipwith, North Yorkshire (torre c. 960)
- Chiesa di San Pietro, Barton-upon-Humber, North Lincolnshire (torre 970 c., battistero forse IX secolo)
- Chiesa di San Lorenzo, Bradford-on-Avon, Wiltshire

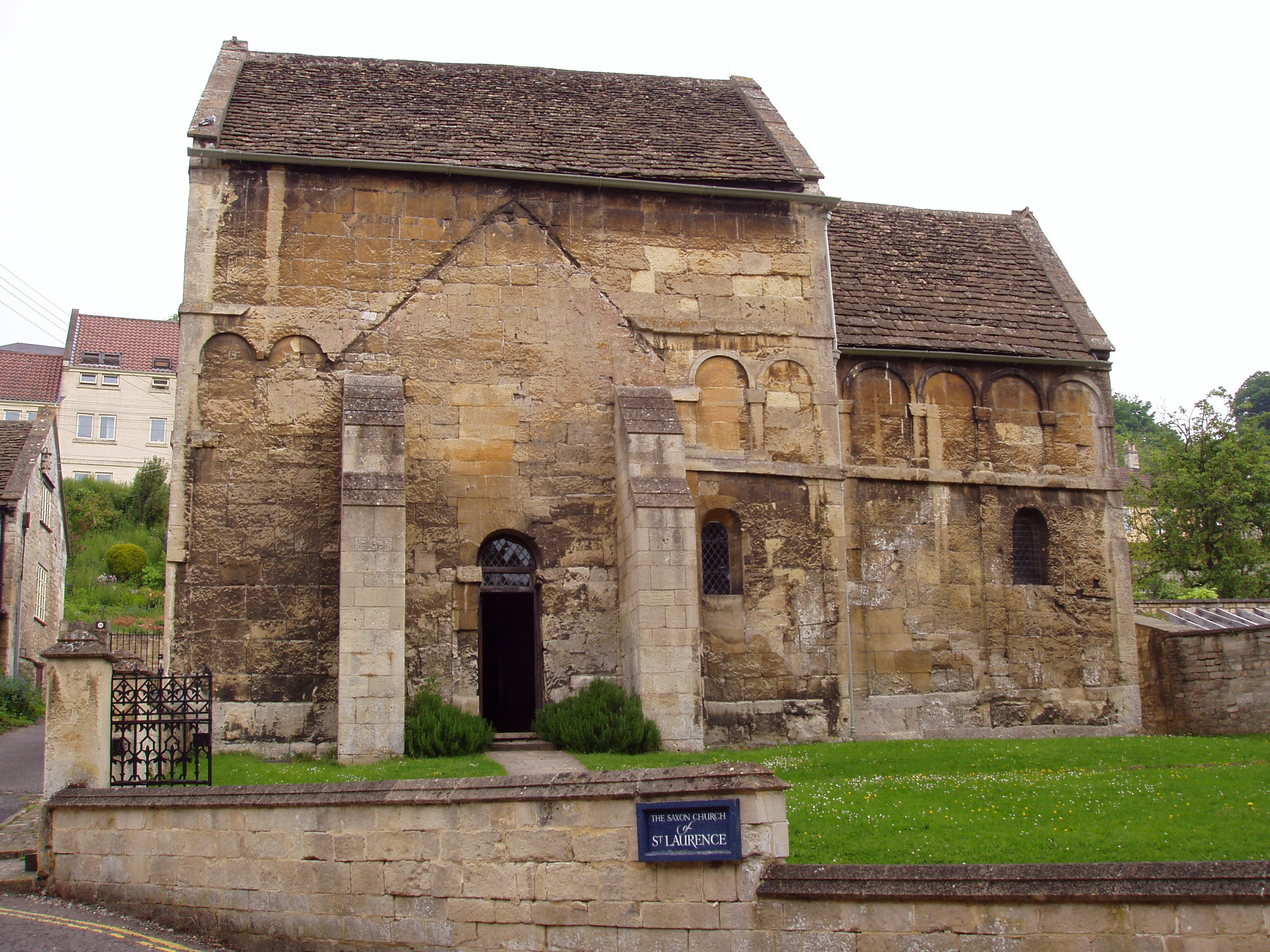
St Laurence's Church, Bradford on Avon, vista da sud, 2005.
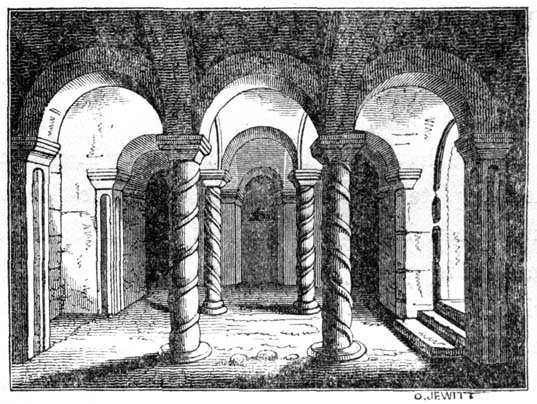
Un'incisione del XIX secolo della cripta di Repton dove fu sepolto "thelbald"
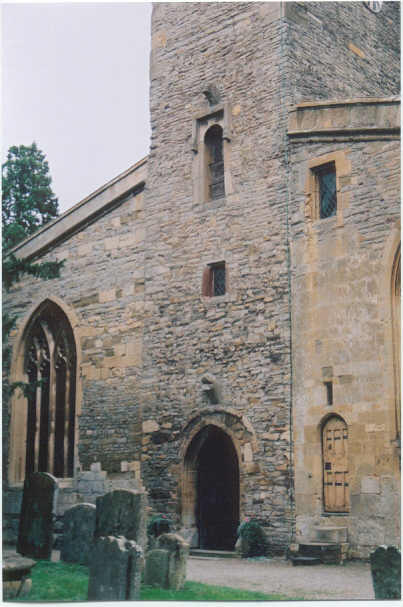
Particolare della torre di St Mary's, Deerhurst
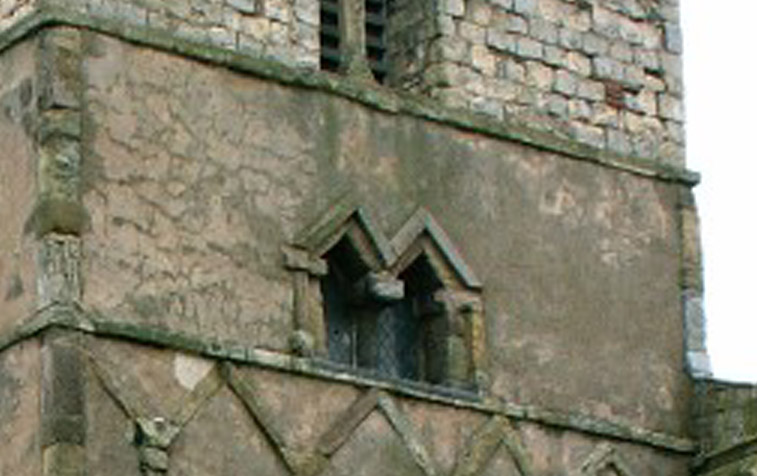
Doppie finestre triangolari nella torre della St Peter's Church, Barton-upon-Humber

## XI secolo
L'XI secolo vide la prima apparizione dello stile alto romanico in Gran Bretagna. I decenni prima della conquista erano stati prosperi per l'élite, e c'era un grande patrocinio della costruzione di chiese da parte di personaggi come Lady Godiva. Furono costruite molte cattedrali, inclusa l'Abbazia di Westminster, anche se tutte furono successivamente ricostruite dopo il 1066. Per la costruzione dell'Abbazia di Westminster potrebbero essere stati importati lavoratori normanni da parte dell'arcivescovo normanno di Canterbury, Robert di Jumièges.
Recenti scoperte archeologiche hanno sollevato la possibilità che la St George's Tower, di Oxford, risalente all'XI secolo, sia anteriore sia alla fondazione del Castello di Oxford  che alla conquista normanna, e funzionasse come una torre d'ingresso che comandava l'ingresso occidentale nel burh pre-conquista. Se così fosse, la torre sarebbe stata poi incorporata nel castello normanno costruito sul sito nel 1070, invece di essere costruita insieme ad esso come hanno a lungo ipotizzato gli storici dell'architettura. Sarebbe quindi quasi senza eguali in Inghilterra come struttura anglosassone puramente civile e difensiva.
- Chiesa di Greensted, Essex (1013, con pareti a palizzata di quercia)
- Stow Minster, Lincolnshire (c. 1040 con una piccola parte sopravvissuta dal 975)
- Chiesa di San Bene't, Cambridge (c. 1040)
- San Michele al Northgate, Oxford (1040 ca.)
- Chiesa di San Nicola, Worth, West Sussex (c. 950 –1050)
- Chiesa di Santa Maria la Beata Vergine, Sompting, West Sussex (c. 1050)
- Cappella di Odda, Deerhurst, Gloucestershire (1056)
- Chiesa di San Matteo, Langford, Oxfordshire (ex Berkshire) (dopo il 1050)
- La torre della chiesa della Santissima Trinità a Colchester, nell'Essex, ha una torre pre-conquista dell'XI secolo costruita con macerie romane[19]
- St George's Tower, Oxford, Oxfordshire (ora parte del castello di Oxford, ma probabilmente datata prima della conquista)

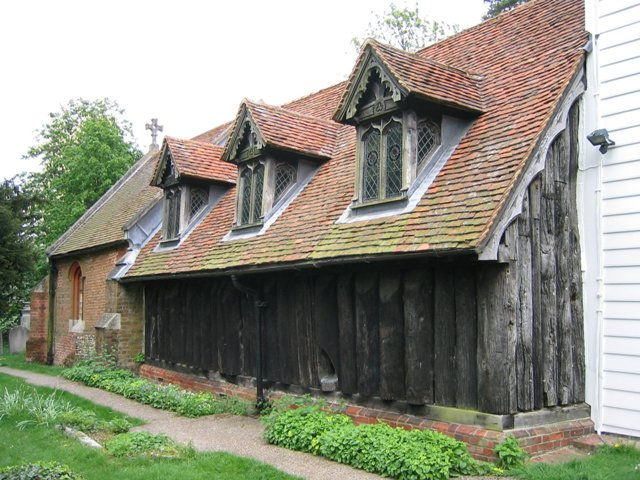
Chiesa di Greensted, Essex, con parete di quercia anglosassone.
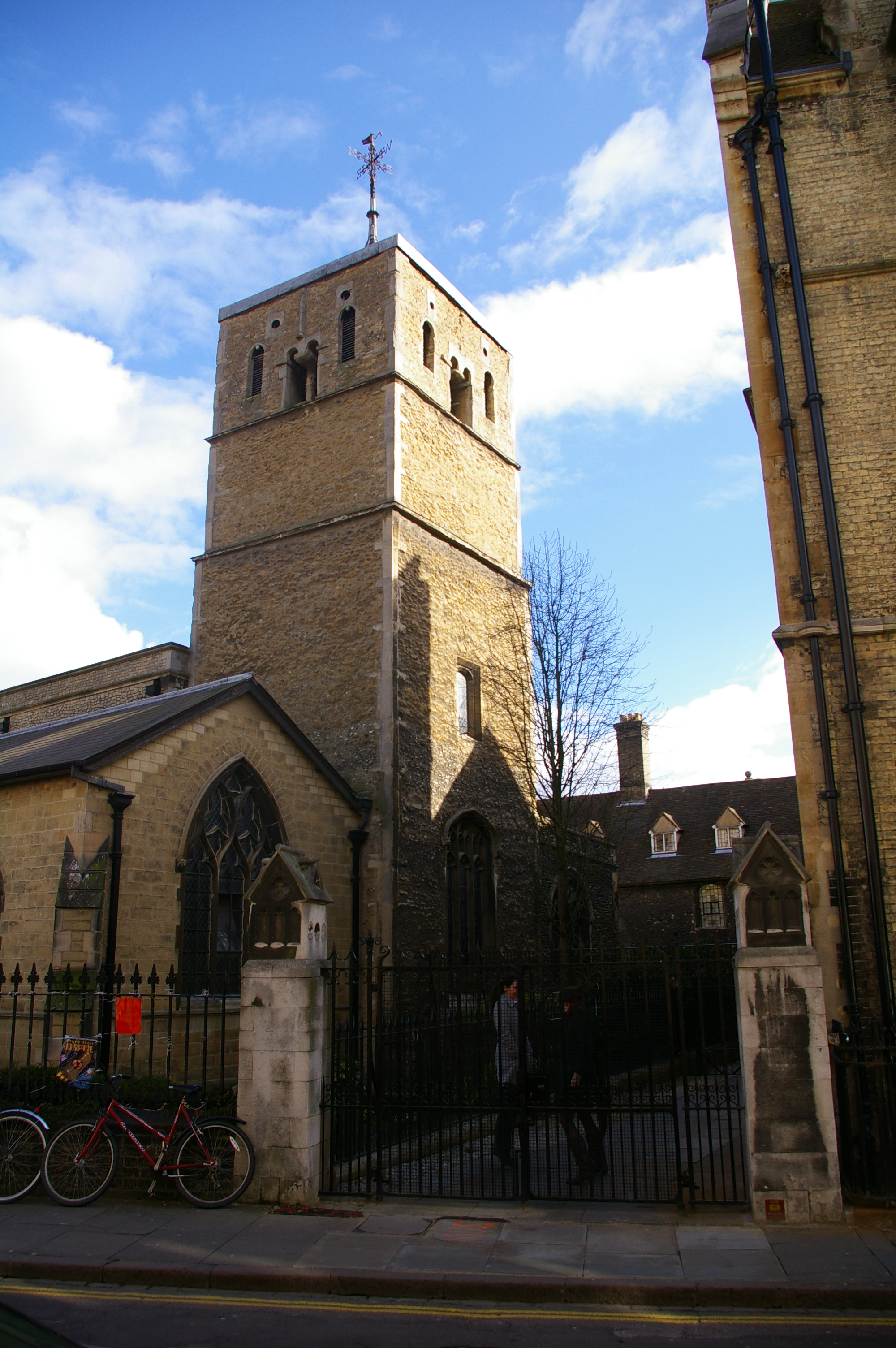
Chiesa di San Bene't, Cambridge
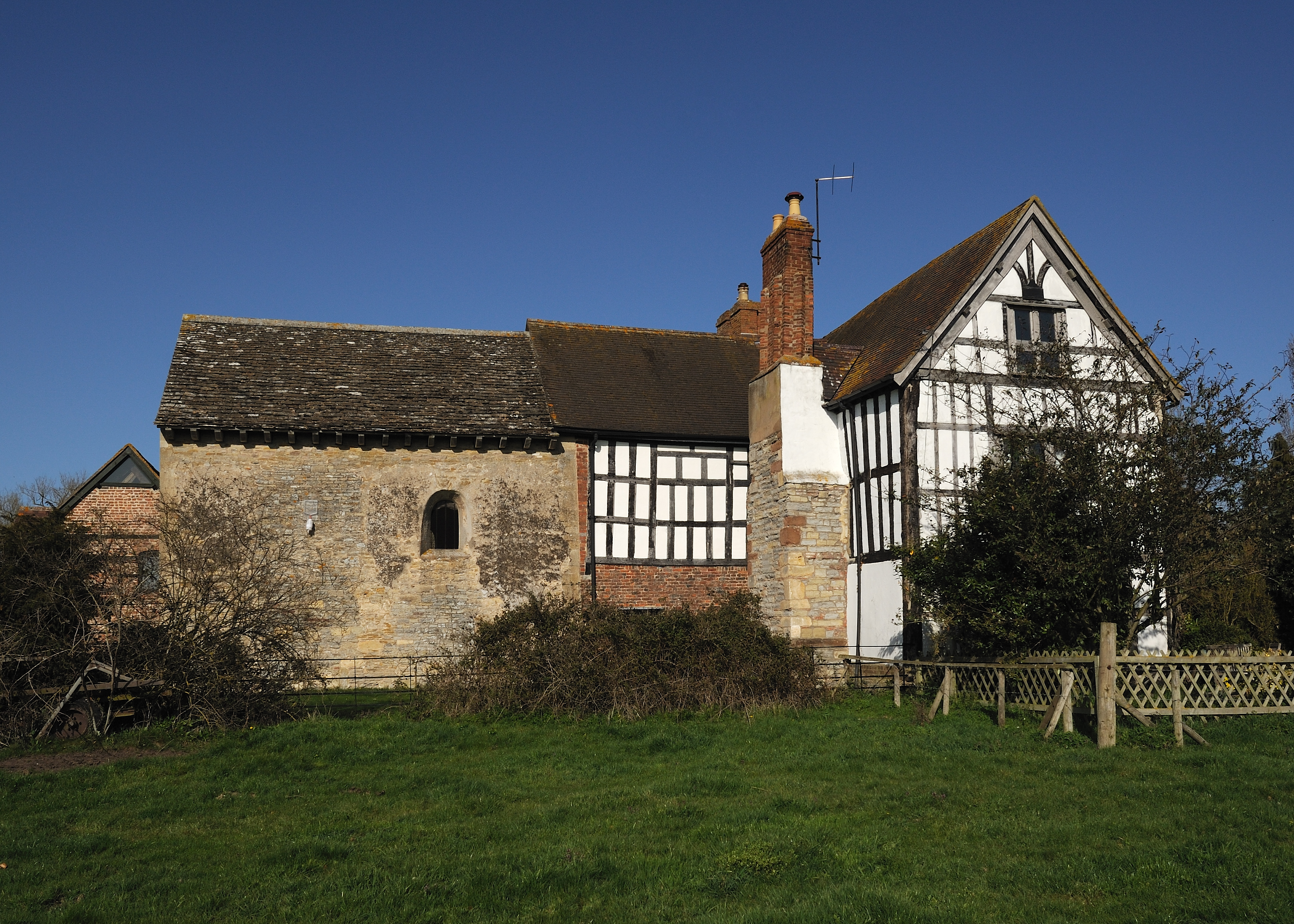
Cappella di Odda, Deerhurst
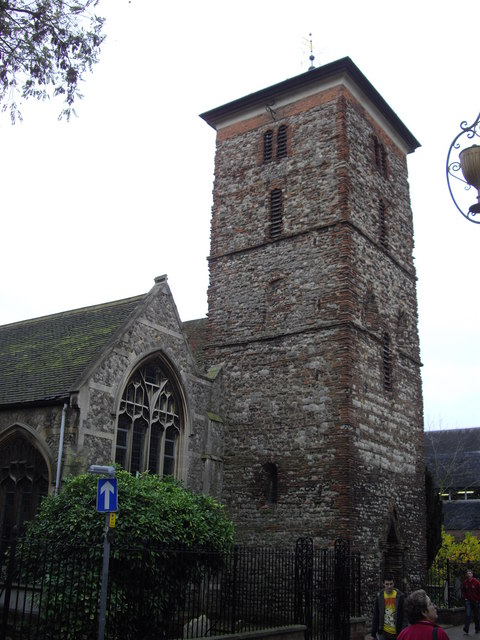
Holy Trinity Church, Colchester, la cui torre e il cui portale ovest sono anglosassoni

## Indagini
Ci sono molte chiese che contengono caratteristiche anglosassoni, sebbene alcune di queste caratteristiche siano state utilizzate anche nel primo periodo normanno. H.M. Taylor ha esaminato 267 chiese con caratteristiche architettoniche e ornamenti anglosassoni. Gli storici dell'architettura erano soliti assegnare con sicurezza tutte le caratteristiche architettoniche romaniche a dopo la Conquista, ma ora si rendono conto che molte potrebbero provenire dagli ultimi decenni del regno anglosassone. Le caratteristiche tipiche anglosassoni includono:
- conci lunghi e corti
- doppie finestre triangolari
- finestre strette ad arco a tutto sesto (spesso con piastrelle romane)
- lavoro in pietra a spina di pesce
- portico ovest (nartece)

È raro che più di una di queste caratteristiche sia presente nello stesso edificio. Un certo numero di prime chiese anglosassoni si basa su una basilica con portici nord e sud (camere sporgenti) per dare una pianta cruciforme. Tuttavia i piani cruciformi per le chiese furono usati in altri periodi. Allo stesso modo, un coro a forma di abside arrotondata si trova spesso nelle prime chiese anglosassoni, ma anche in altri periodi.

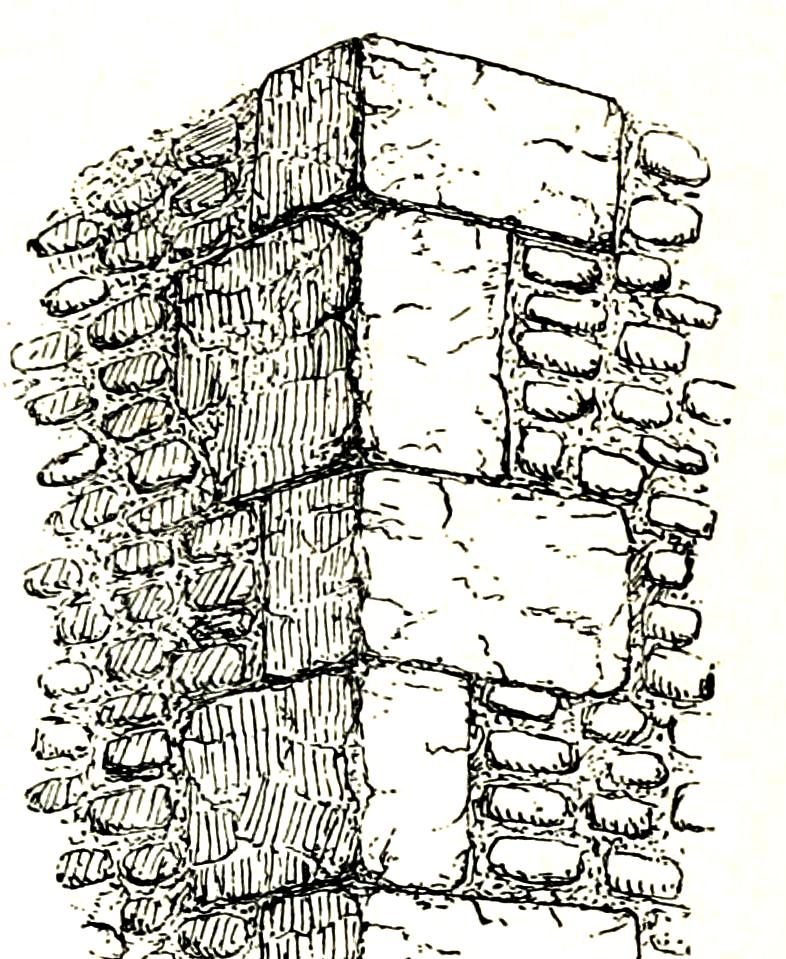
Pietre di concio nel transetto sud di Stow Minster, Lincolnshire
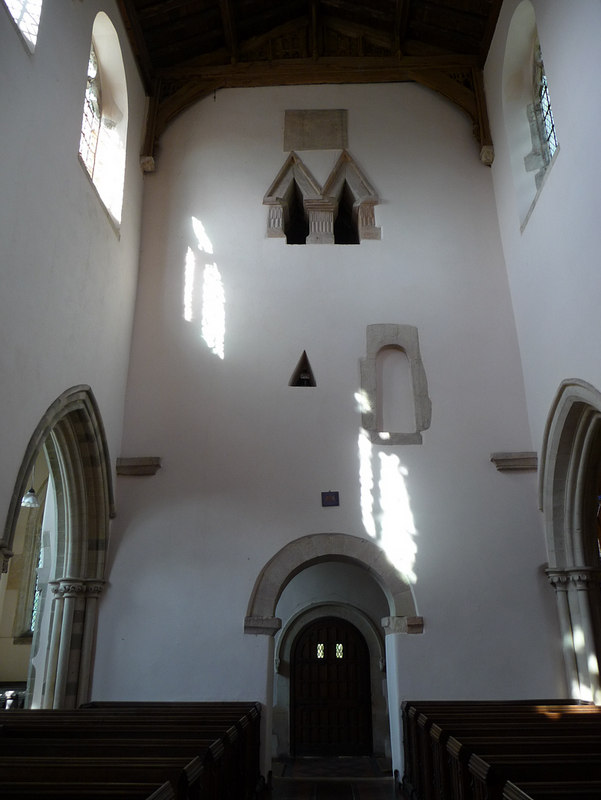
Doppie finestre triangolari a St Mary's, Deerhurst
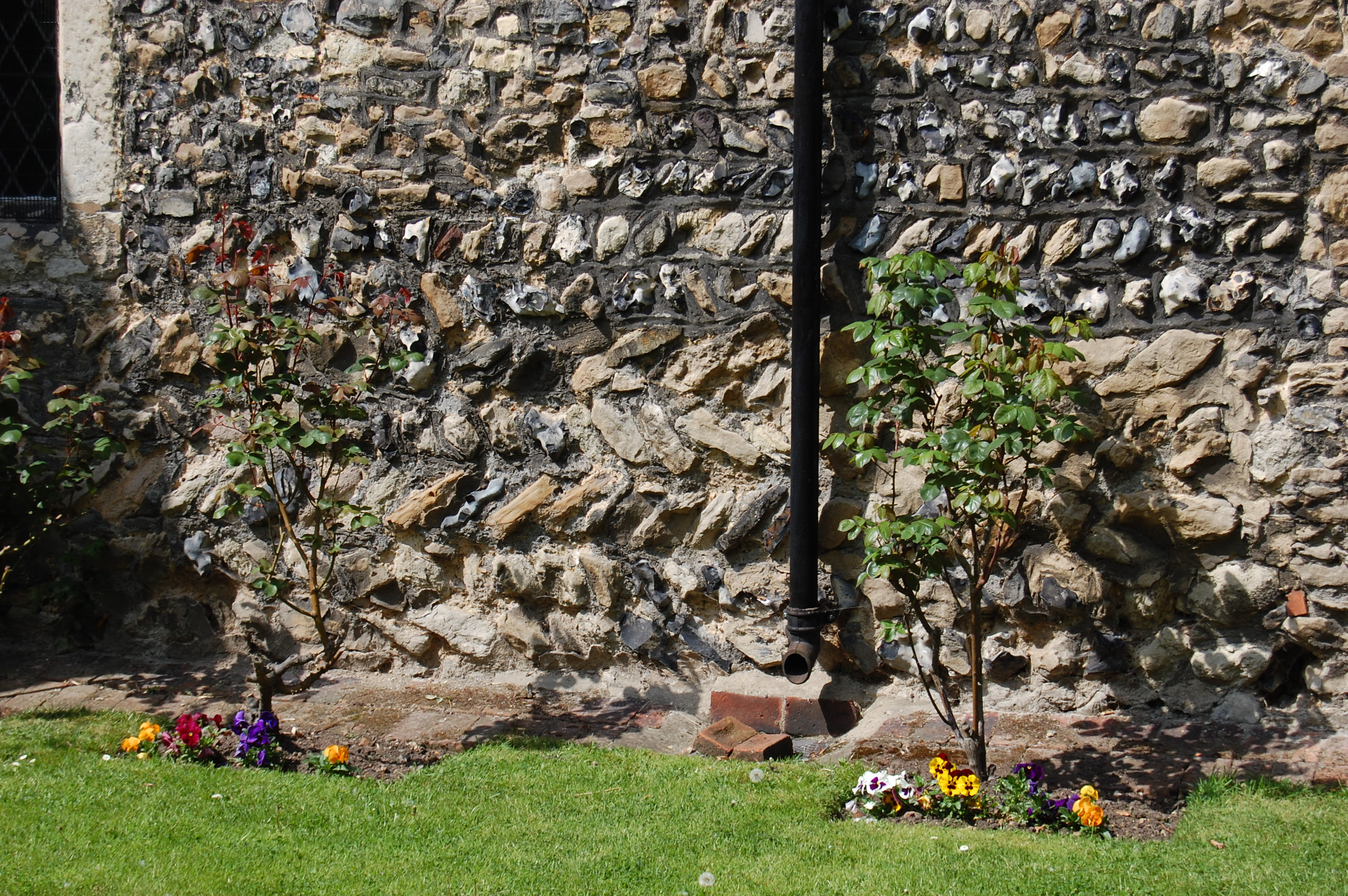
Lavori in pietra a spina di pesce a Corringham, chiesa parrocchiale dell'Essex